# Nanjing Lu

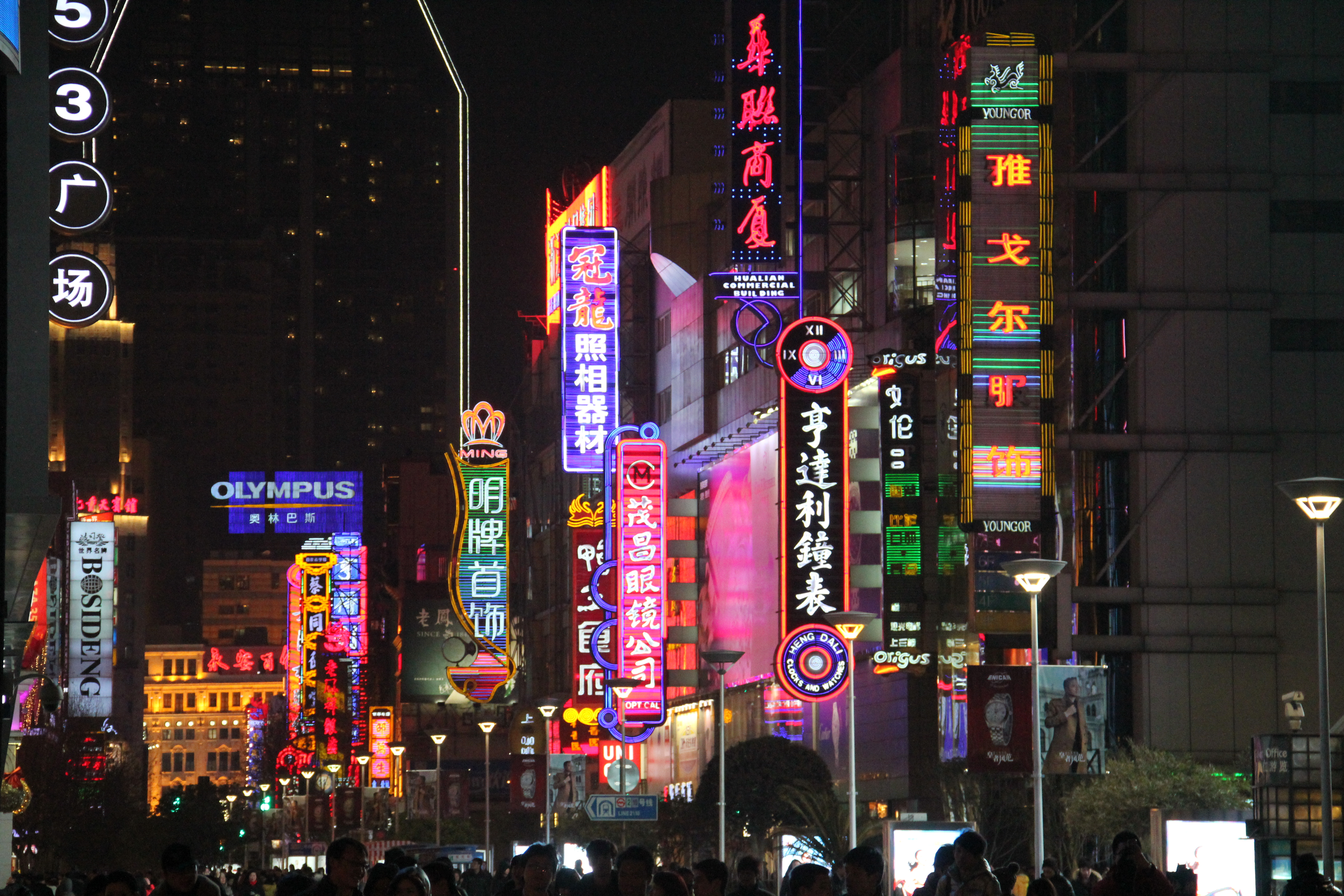
Nanjing Lu, Leuchtreklamen am Abend

Die Nanjing Lu (chinesisch 南京路, Pinyin Nánjīng Lù, englisch Nanjing Road – „Nanjing-Straße“; früher auch Nanking-Straße genannt) in Shanghai ist eine der größten Einkaufsstraßen der Welt. Sie ist nach der Stadt Nanjing, Hauptstadt der benachbarten Provinz Jiangsu benannt.

## Lage

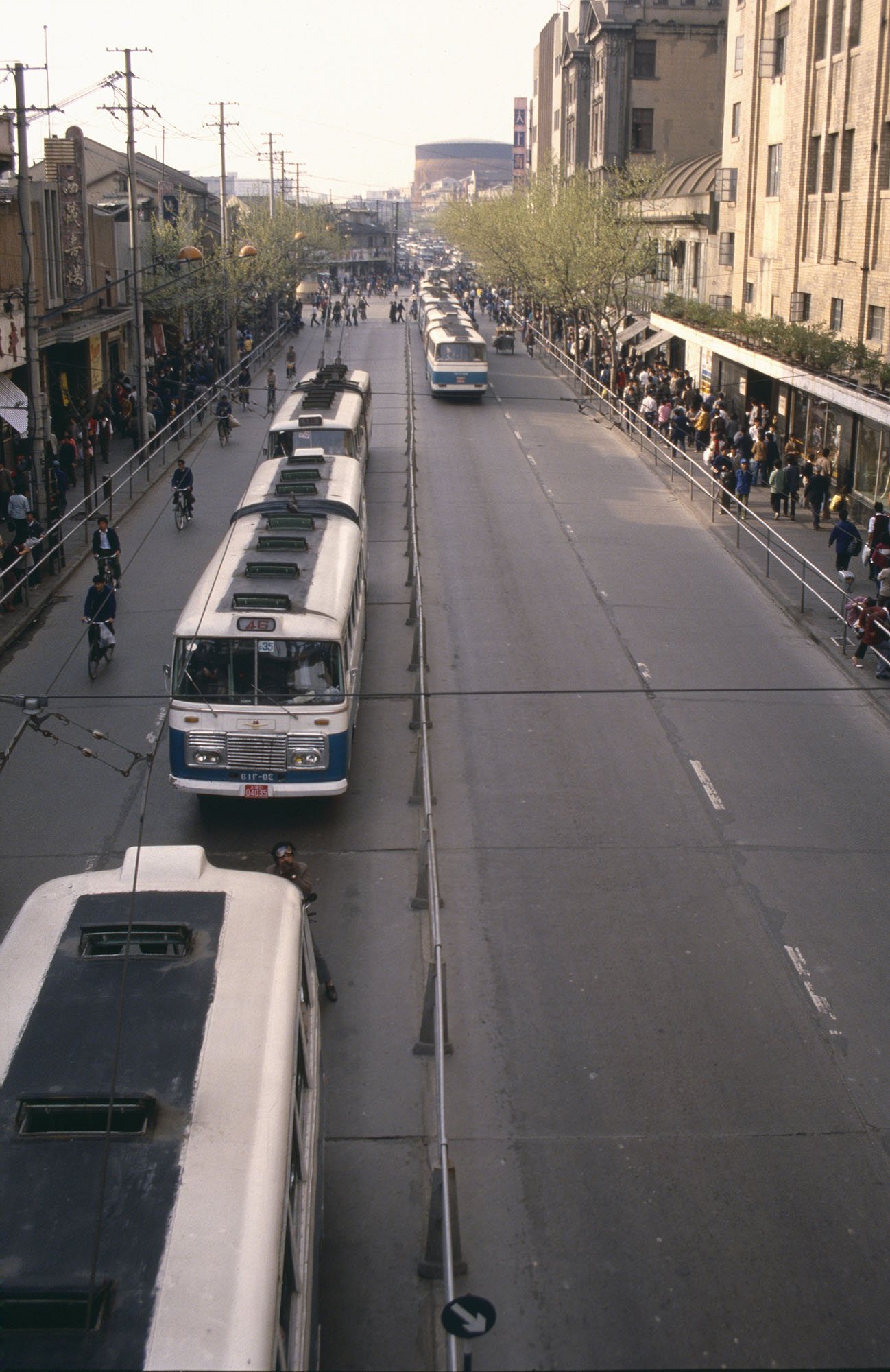
Nanjing Lu 1987

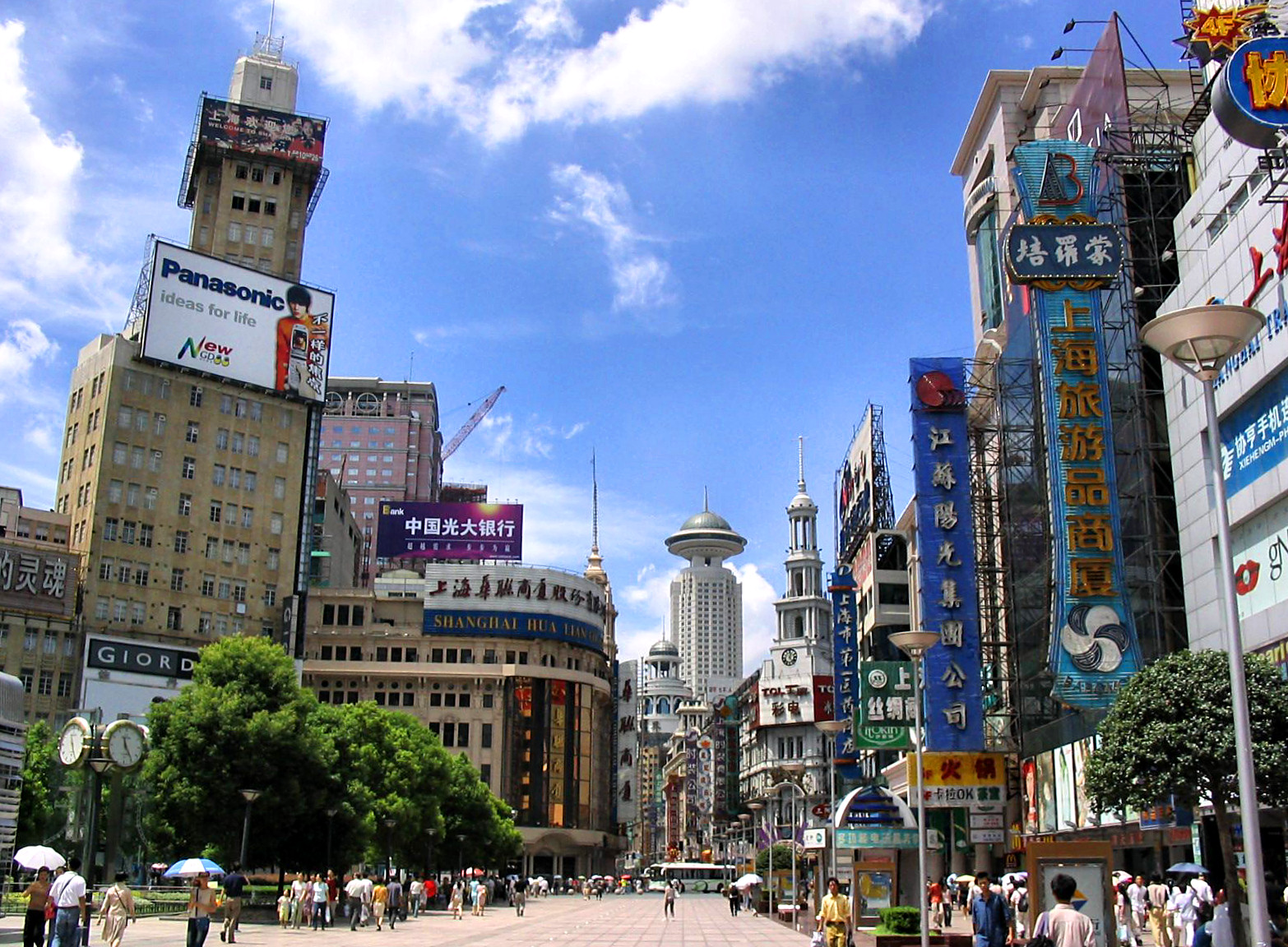
Nanjing Lu, Ostteil, bei Tageslicht

Die Nanjing Lu liegt in der Stadtmitte und verläuft in Ost-West-Richtung.
- Der östliche Teil (南京东路, Nánjīng Dōng Lù) liegt im Stadtbezirk Huangpu und reicht vom Bund bis zum Volksplatz (人民广场, Rénmín Guǎngchǎng). Im Ostteil befindet sich eine Fußgängerzone mit Geschäften, Restaurants und Cafés, die durch ihre üppigen Leuchtreklamen zahlreiche Touristen und einheimische Besucher anlocken.
- Der westliche Teil (南京西路, Nánjīng Xī Lù) beginnt am Volksplatz und geht nach Westen weiter in den Stadtbezirk Jing’an (静安). Der Westteil ist bekannt für seine luxuriösen Einkaufszentren.

## Administrative Zugehörigkeit
Die Nanjing Lu gehört zu zwei Straßenvierteln, dem
- Straßenviertel Nanjing Xilu (南京西路街道) im Stadtbezirk Jing’an (Westteil der Straße) und dem
- Straßenviertel Nanjing Donglu (南京东路街道) im Stadtbezirk Huangpu (Ostteil der Straße).